# Iván Fresneda Corraliza
Iván Fresneda Corraliza (nascut el 28 de setembre de 2004) és un futbolista madrileny que juga com a lateral dret a l'Sporting CP.

## Carrera de club
Fresneda va néixer a Madrid i es va incorporar a La Fábrica del Reial Madrid el 2014, després de representar l'EMFO Boadilla i el CF Quijorna. Va deixar el club el 2018, i va passar dos anys al CD Leganés abans de fitxar pel Reial Valladolid el 2020.
Després de ser convocat dues vegades amb el filial com a suplent no utilitzat, Fresneda va ser convocat per entrenar amb la plantilla principal pel tècnic Pacheta el desembre de 2021, sent el primer jugador sub-18 que va participar amb el primer equip des de Dani Vega el 2014. El 5 de gener de 2022, com que ni Luis Pérez ni Saidy Janko no estaven disponibles, va debutar professionalment amb els Blanquivioletas amb només 17 anys, començant amb una derrota a casa per 0-3 contra el Real Betis a la Copa del Rei de la temporada.
Fresneda va fer el seu debut a La Liga el 9 de setembre de 2022, substituint el lesionat Pérez en una derrota per 2-1 fora de casa contra el Girona FC.

### Sporting CP
El 30 d'agost de 2023, Fresneda va signar un contracte de cinc anys amb el club Sporting CP de la Primeira Liga portuguesa, per una quota de 9 milions d'euros, que podria arribar als 11 milions d'euros amb complements. El Reial Valladolid també se li pagarien el 10% dels beneficis que rebés l'Sporting d'un futur traspàs. La clàusula d'alliberament de Fresneda es va fixar en 80 milions d'euros.
Fresneda va debutar a l'Sporting el 3 de setembre, sortint de la banqueta per substituir Ricardo Esgaio en els últims minuts d'un empat a 1 contra l'SC Braga, a la Primeira Liga. El 21 de setembre va debutar a les competicions europees, substituint Geny Catamo al minut 76 d'una victòria per 2-1 contra l'Sturm Graz, a la Lliga Europa de la UEFA. De novembre a febrer de 2024, es va estar recuperant d'una cirurgia d'espatlla.

## Palmarès
Sporting CP
- Primeira Liga: 2023–24